# Privremeno zapošljavanje
Privremeno zapošljavanje je djelatnost agencije kao tzv. primarnog poslodavca, koja sklapa radnopravni ugovor s radnikom kojega potom ustupa drugom poslodavcu (korisniku), kod kojega taj radnik stvarno obavlja posao (tripartitni odnos).
Taj oblik zapošljavanja javlja se kao rezultat razvoja tržišta rada i radnih odnosa u smjeru tzv. fleksibilizacije radnih odnosa. Poslodavci pribjegavaju privremenom zapošljavanju kako bi smanjili troškove poslovanja, posebno ako je potreba za radnikom određenog profila privremena ili ako se unaprijed ne zna njeno trajanje. Većina radnika takav odnos prihvaća jer nema drugog izbora, a samo manji dio jer im tako bolje odgovara.
Razlika prema posredovanju u zapošljavanju je u tome što posredovanje isključuje izravni ulazak osobe koja posreduje u radni odnos, tako da se njena djelatnost ograničava na traženje prilike za zaposlenje i nastojanje da se sklopi ugovor o radu između radnika i poslodavca.
Temeljni propis kojim je privremeno zapošljavanje regulirano u Hrvatskoj je Zakon o radu, Glava III, čl. 24. do 32